# Rhizoclosmatium aurantiacum
Rhizoclosmatium aurantiacum är en svampart som beskrevs av Sparrow 1937. Rhizoclosmatium aurantiacum ingår i släktet Rhizoclosmatium och familjen Chytridiaceae.   Inga underarter finns listade i Catalogue of Life.